# 庫石街站
庫石街站（瑞典語：Korsvägens station）是瑞典哥德堡一座興建中的地下火車站，為西部連接綫的其中一部份，旨在服務途徑哥德堡的通勤列車和区域列车。該車站毗鄰多個哥德堡著名旅遊景點，並連接附近的主要交通樞紐-庫石街。車站預計於2030年與哈加站一同開放，屆時西線隧道將全線貫通並同往哥德堡新中央車站。

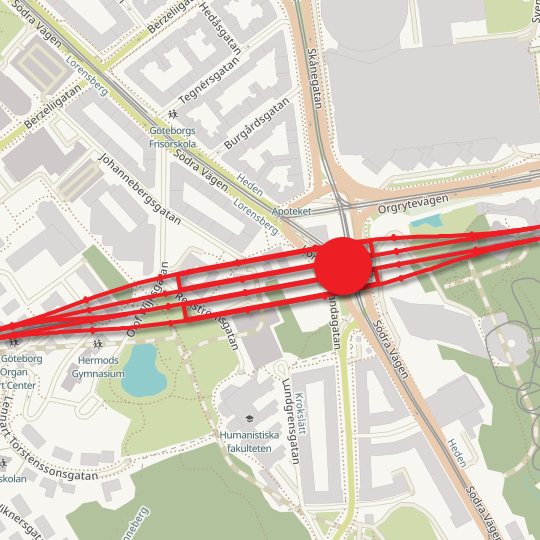
車站地圖

## 命名
此車站以附近的主要道路交叉口「庫石街」（Korsvägen, Göteborg）命名。自1970年代起，庫石街已經是哥德堡的一個重要電車及巴士樞紐，現有五條電車路綫及不同的本地及長途巴士停站。

## 結構

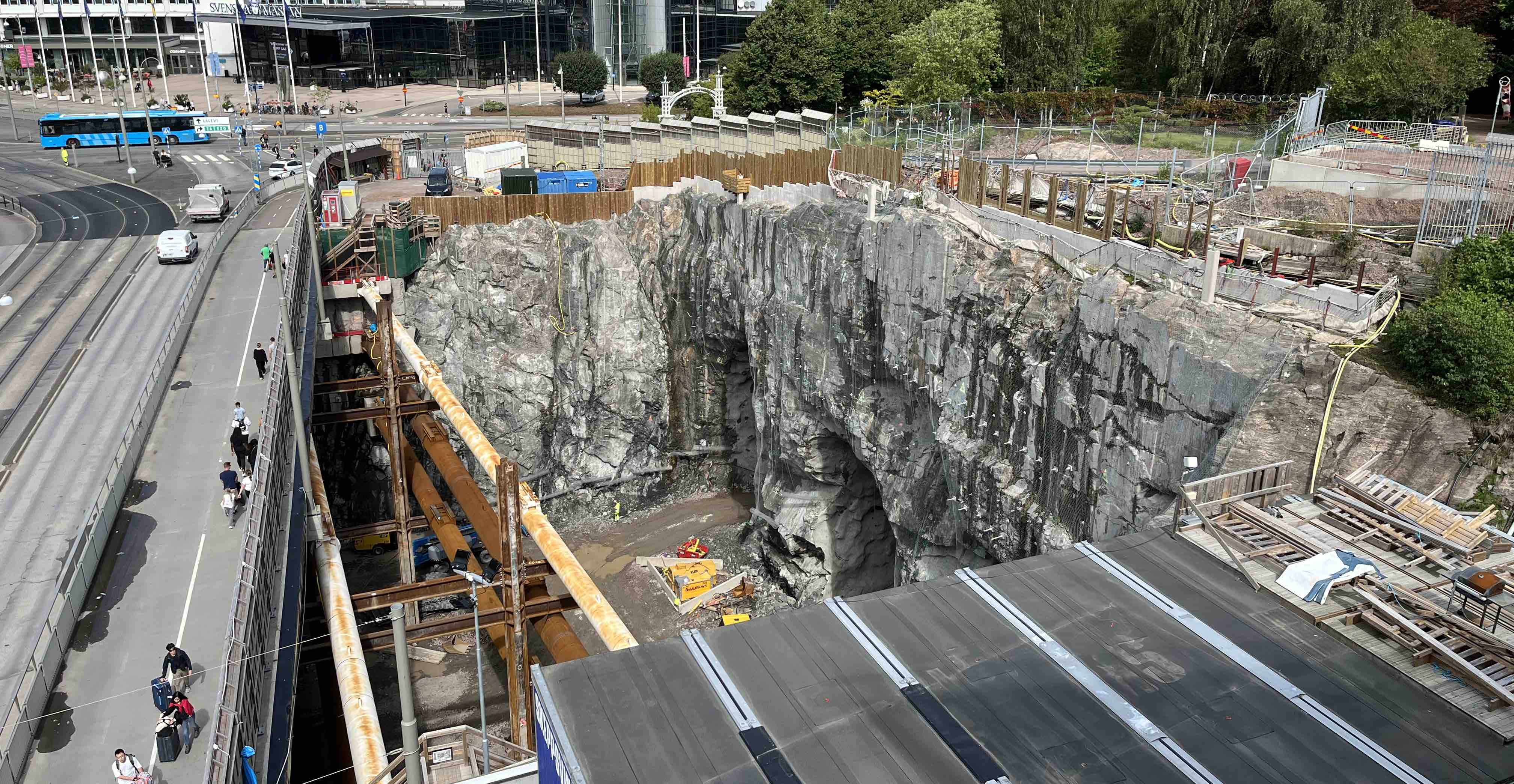
正在興建中，面向利瑟貝里的東側入口

該站將設有兩個月台和四條軌道，位於庫石街站地下。車站正在建造三個出入口，分別為：往利瑟貝里站方向、庫石街電車站以及哥德堡大學和Näckrosdammen。

## 附近地標
- Universeum
- 利瑟貝里
- 歌西亞塔樓（瑞典语：Gothia Towers）
- 瑞典哥德堡展覽及會議中心
- 世界文化博物館
- 斯堪的納維亞體育館